# Luc Holtz
Luc Holtz (* 14. Juni 1969 in Luxemburg) ist ein ehemaliger luxemburgischer Fußballspieler und heutiger Fußballtrainer.

## Karriere

### Verein
Luc Holtz begann mit dem Fußballspielen in der Jugendabteilung von Etzella Ettelbrück. 1986 kam er dann in die erste Mannschaft des Klubs. Nach drei Jahren wagte er den Sprung ins Ausland und ging dann zum damaligen französischen Zweitligisten FC Montceau. Nach nur einem Jahr, in dem man abgestiegen ist, ging er dann wieder nach Luxemburg. Bei den Red Boys aus Differdingen fand er einen neuen Klub, wo es ihn jedoch nur zwei Jahre hielt, um dann zum FC Avenir Beggen zu wechseln. Mit dem Klub aus Beggen gewann Holtz 1993 und 1994 die luxemburgische Meisterschaft und den luxemburgischen Pokal. 1993 wurde er zum Fußballer des Jahres in Luxemburg gewählt. 1998 zog es ihn wieder zu seinem Heimatklub Etzella. Mit Etzella Ettelbrück gewann er 2001 den luxemburgischen Pokal. In der Winterpause der Saison 2007/08 beendete Holtz im Alter von 38 Jahren seine Karriere.

### Nationalmannschaft
Luc Holtz absolvierte von 1991 bis 2002 54 Länderspiele für Luxemburg. Eine Qualifikation zur Fußball-Europameisterschaft oder eine Fußball-Weltmeisterschaft blieb ihm verwehrt.

## Karriere als Trainer
Parallel zu seiner Zeit als Spieler war Holtz von 1999 bis 2008 auch Trainer bei Etzella Ettelbrück. Diesen Posten gab er zum 30. Juni 2008 auf, um einen Tag später den Posten des Cheftrainers bei der U-21-Nationalmannschaft Luxemburgs zu besetzen. Als Holtz das Amt übernahm, hatte man kaum noch Chancen auf eine Teilnahme an der U-21-Fußball-Europameisterschaft 2009. Die Qualifikation beendete man als Gruppenletzter. Bei der Qualifikation zur U-21-Fußball-Europameisterschaft 2011 sollte es etwas besser laufen, jedoch verpasste man die Qualifikation. Am 3. August 2010 übernahm Holtz für eine kurze Zeit das Amt des Trainers bei der A-Nationalmannschaft Luxemburgs. Fünfzehn Tage später wurde er zum neuen Cheftrainer erklärt. Am 2. Juni 2019 setzte er im Testspiel gegen Madagaskar (3:3) erstmals seinen eigenen Sohn Kevin Holtz in der Nationalmannschaft ein.
Während Holtz’ Amtszeit erlebte die luxemburgische Nationalmannschaft einen nie gekannten Aufschwung; das Team etablierte sich dauerhaft unter den Top 100 der FIFA-Weltrangliste. In der Qualifikation für die Fußball-Europameisterschaft 2024 belegte man den dritten Platz, nahm später an den Nations-League-Play-offs (Pfad C) teil und hatte dort die Chance, sich für die EM in Deutschland zu qualifizieren, verlor allerdings im Halbfinale gegen Georgien. 
Am 11. August 2025 trat Holtz nach 15 Jahren mit sofortiger Wirkung als Nationaltrainer zurück. Einen Tag später wurde er Trainer des deutschen Drittligisten SV Waldhof Mannheim.